# HMS Ocean (1898)
O HMS Ocean foi um couraçado pré-dreadnought operado pela Marinha Real Britânica e a quarta embarcação da Classe Canopus. Sua construção começou em fevereiro de 1897 no Estaleiro Real de Devonport e foi lançado ao mar em julho do ano seguinte, sendo comissionado na frota britânica em fevereiro de 1900. Era armado com uma bateria principal composta por quatro canhões de 305 milímetros montados em duas torres de artilharia duplas, tinha um deslocamento carregado de mais de catorze mil toneladas e alcançava uma velocidade máxima de dezoito nós.
O Ocean teve um início de carreira tranquilo e sem grandes incidentes. Serviu por um ano depois de entrar em serviço no Mar Mediterrâneo, em seguida sendo transferido para atuar no Sudeste Asiático em resposta ao Levante dos Boxers. Permaneceu na região até retornar para casa em 1905, passando alguns meses na reserva até ser colocado no ano seguinte para servir no Canal da Mancha. Foi enviado de volta para o Mediterrâneo em meados de 1908, retornando para o Reino Unido em 1910 e sendo colocado na Frota Doméstica. Durante este período passou por várias reformas.
A Primeira Guerra Mundial começou em setembro de 1914 e o Ocean inicialmente foi colocado como navio de guarda na Irlanda em apoio a uma esquadra de cruzadores, mas pouco depois foi enviado para o Oceano Índico com o objetivo de escoltar comboios de tropas vindos da Índia. Foi designado em 1915 para a Campanha de Galípoli, participando de vários ataques contra fortificações otomanas em Dardanelos. Ele bateu em uma mina naval otomana em 18 de março enquanto resgatava sobreviventes do naufrágio do couraçado HMS Irresistible, afundando horas depois.